# Lampridae
Lampridae, também conhecido como Lamprididae, é uma família de peixes-ósseos da ordem Lampriformesda classe Actinopterygii, que é conhecida como Peixe-sol, Opah, Peixe-cravo, Peixe-papagaio ou Joaninha.

## Aparência
Um grande peixe redondo com barbatanas caudal e peitoral vermelhas. A coloração do corpo varia, uma espécime morta sem escamas possui um cinza desbotado, uma espécime viva ou recém-capturada varia do cinza claro para o laranja avermelhado desbotado.

## Gêneros conhecidos
Hoje em dia se conhecem dois gêneros que estão classificados nessa família.
Lampris - único gênero existente que é encontrado nos dias atuais.
† Megalampris - único gênero extinto dessa família que habitava o Oligoceno.

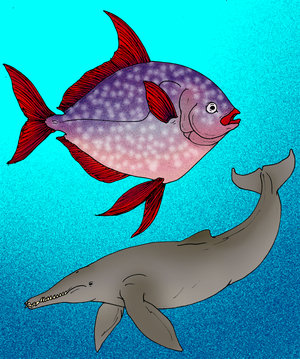
Megalampris keyesi, Gottfried, Fordyce & Rust, 2006